# Tzuyu
Chou Tzu-yu (chineză 周子瑜, n. 14 iunie 1999, 東區⁠(d), Tainan, Taiwan), cunoscută ca Tzuyu (hangul: 쯔위, pronunție în coreeană [t͈sɯ.ɥi]), este o cântăreață taiwaneză. Este membră a grupului de fete din Coreea de Sud Twice, fondat de JYP Entertainment⁠(d) în 2015.